# الكدادة (حزم العدين)

تعديل مصدري - تعديل

الكدادة محلة تابعة لقرية وادي اسعد، التابعة لعزلة بني الفخر بمديرية حزم العدين إحدى مديريات محافظة إب في الجمهورية اليمنية، بلغ تعداد سكانها 99 حسب تعداد اليمن لعام 2004.